# إنغلبرت، كونت نيفير
إنغلبرت دي كليفز، كونت نيفير (26 سبتمبر 1462 - † 21 نوفمبر 1506)؛ هو أبن الثالث لـ يوهان الأول، دوق كليفز وإليزابيث من نيفير الأبنة الكبرى لـ جان الثاني، كونت نيفير.
أصبح إنغلبرت كونت نيفير وأو بعد وفاة جده من أمه في 1491، في حين ورث شقيقه الأكبر يوهان الثاني كليفز.
- تزوج من شارلوت دي بوربون-فندوم أبنة جان الثامن، كونت فندوم، وأنجبت له:-
  - شارل الثاني، كونت نيفير؛ تزوج من أبنة خالته ماري دي ألبرت، كونتيسة ريثل.